# 피터, 폴 앤 메리

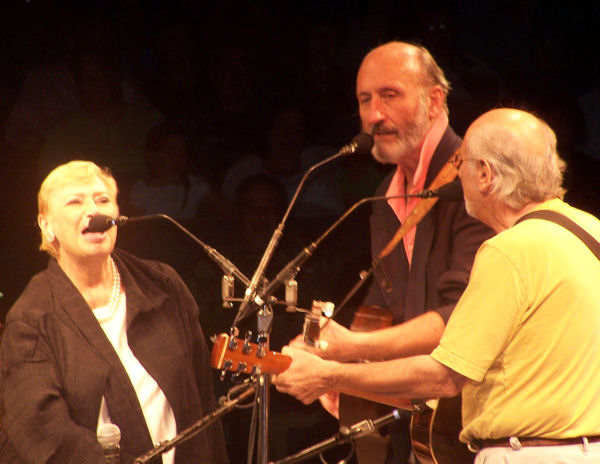
2006년 피터, 폴 앤 메리의 공연

Peter, Paul and Mary 1963

피터, 폴 앤 메리(Peter, Paul and Mary)는 1961년 뉴욕 그리니치 빌리지에 결성된 포크 음악 그룹이다. 밥 딜런과 더 클랜시 브라더스의 영향을 받았다. 이들은 1970년 그룹이 해체되기 전까지 수많은 포크 음악의 명곡을 양산해내었다. 9년 동안 각자 활동하다가 1979년에 다시 모인 이들은 이후로 2009년 9월 17일, 메리 트래버스가 72세에 백혈병으로 사망할 때까지 함께 공연하였다.
1960년대 팝 음악사를 통틀어 가장 대중적인 인기를 누린 그룹 중의 하나로 평가받고있다. 그룹명은 구성원들의 인명, 즉 피터 얘로(Peter Yarrow), 노엘 폴 스투키(Noel Paul Stookey) 그리고 메리 트래버스(Mary Travers)에서 따온 것이다. 대표곡은 "Oh, Rock My Soul"이 있다.
그들의 곡 중 "If I Had a Hammer" ("The Hammer Song"), "Puff, the Magic Dragon", "Leavin' On a Jet Plane"은 존 덴버가, 그리고 "Blowin' in the Wind"는 밥 딜런이 작곡하였다. 이 음악 그룹은 밥 딜런의 음악 경력 초기에 다른 음악들의 녹음을 맡아 주었다.